# Шаторено (бронепалубный крейсер)
Бронепалубный крейсер «Шаторено» (фр. Châteaurenault) — бронепалубный крейсер I класса французского флота, построенный в 1890-х гг. Проектировался как океанский «сверхбыстроходный» истребитель торговли. Заказан Морским министром Франции Феликсом Фором, сторонником «Молодой школы», в паре с крейсером «Гишен» (фр. Guichen), имевшим совершенно иную конструкцию.

## Проектирование
Создание проекта было вызвано желанием получить крейсер наилучшим образом приспособленный для операций на океанских коммуникациях. Традиционные крейсера 1890-х годов как правило не обладали должным радиусом действия и не могли длительное время поддерживать высокую скорость, в отличие от трансатлантических лайнеров и пакетботов. Требовалось создать корабль весьма быстроходный, с большим запасом угля и надёжной силовой установкой. При этом он ещё и не должен был быть слишком большим, по финансовым соображениям, что предполагало ослабление вооружения и защиты.
Главным конструктором «Шаторено» стал известный кораблестроитель А. Лагань. Историки флота до сих пор спорят, было ли решение сделать крейсер весьма похожим по силуэту на лайнеры того времени сознательным намерением замаскировать корабль, или Лагань просто использовал при конструировании особенности судов, за которыми его крейсеру предстояло охотиться.

## Конструкция

### Силовая установка
Крейсер приводился в движение тремя вертикальными паровыми машинами тройного расширения, общей мощностью в 23000 л.с. Пар обеспечивали четырнадцать котлов Норманд-Сигоди. Скорость на мерной миле достигла 24 узлов, что делало крейсер одним из быстрейших в своё время. На экономичном ходу в 12 узлов, крейсер мог пройти 15000 километров.

### Бронирование

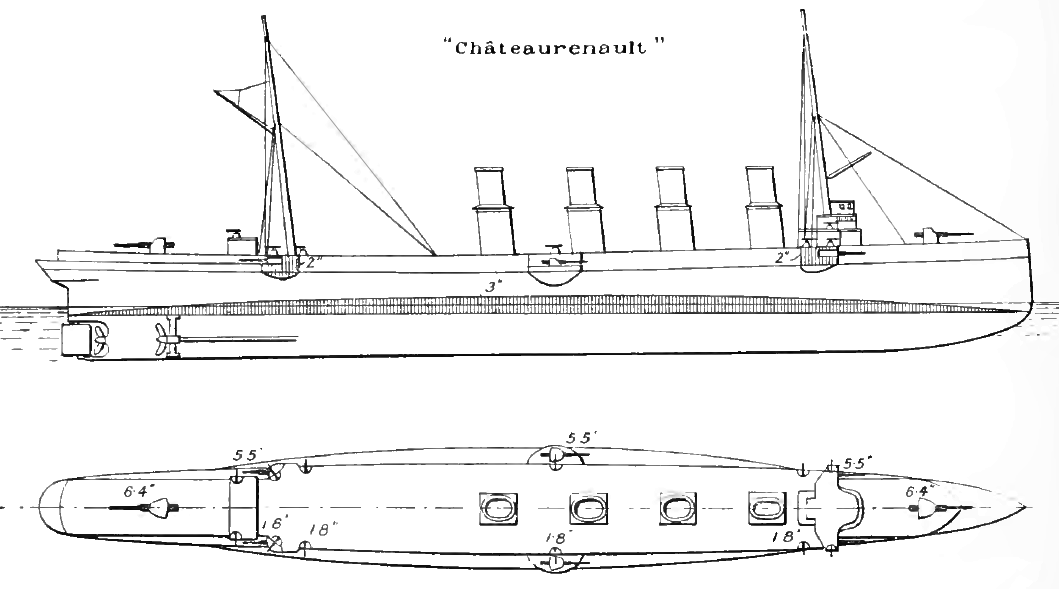
Бронепалубный крейсер Шаторено. Схема.

Броневая защита крейсера была представлена выпуклой броневой палубой, скошенные края которой опускались на 1,4 метра ниже ватерлинии, а плоская центральная часть находилась в 0,8 метрах над уровнем воды. Палуба была изготовлена из гарвеированной броневой стали; толщина её в плоской части составляла 55 миллиметров (в оконечностях утоньшаясь до 40 миллиметров), а на скосах — 100 миллиметров. Палуба защищала машинные отделения и погреба боезапаса от попаданий снарядов.
Над основной броневой палубой располагалась тонкая противоосколочная, толщиной в 15 мм. Она предназначалась для задерживания осколков снарядов, разорвавшихся над основной броневой палубе. Пространство между палубами и до борта крейсера разделялось на множество небольших отсеков, служивших для локализации повреждений.

### Вооружение
Главный калибр включал два орудия калибра 164,7-мм, с длиной ствола 45 калибров, размещённых в оконечностях крейсера за броневыми щитами. Орудие весило 7040 кг и стреляло фугасными снарядами весом 50,5 кг и бронебойными, весом 52 кг, с начальной скоростью 770 м/с.
Второй калибр крейсеров был представлен шестью 138,6-мм орудиями образца 1893 года. Это была вполне современная скорострельная пушка с длиной ствола 45 калибров. Орудие весило 4465 кг и стреляло снарядами весом 30 кг, с начальной скоростью 770 м/с. С принятием на вооружение более тяжёлых снарядов весом 35 кг, начальная скорость уменьшилась до 730 м/с. От более ранней модели 1891 года орудие отличалось утяжелённым стволом и раздельным заряжанием. Последнее было введено в связи с жалобами комендоров на чрезмерный вес унитарного патрона. Скорострельность достигала 5 выстрелов в минуту. Эти орудия размещались в казематах.
Противоминная артиллерия состояла из обычного для французских кораблей набора 47-мм и 37-мм скорострельных пушек производства фирмы «Гочкисс» (фр. Hotchkiss et Cie). 47-мм пушка с длиной ствола 40 калибров, весила 237 кг и стреляла полуторакилограммовым снарядом с начальной скоростью 610 м/с. 37-мм орудие с длиной ствола 35 калибров весило 35 килограммов и стреляло снарядом весом 0,455 кг с начальной скоростью 402 м/с.

## Служба
«Шаторено» был заложен в мае 1896 года в Ла-Сене, на частной верфи Forges et Chantiers de la Mediterranee. На воду крейсер спустили 12 мая 1898 года, а в строй он вступил в 1902 году. В 1916 году был частично разоружён и использовался в качестве войскового транспорта. 14 декабря 1917 года, при перевозке военнослужащих в Ионическом море, близ острова Кефалония, «Шаторено» был атакован немецкой подводной лодкой UC-38. После первого торпедного попадания крейсер ещё держался на воде и вёл заградительный огонь, но получив попадание второй торпеды быстро затонул. Из 1710 человек находившихся на борту было спасено 1162.

## Оценка проекта
«Шаторено» считался явно неудачным кораблём и подвергался резкой критике во французской военно-морской прессе. Высказывалось даже мнение, что 32 миллиона франков (стоимость «Гишена» и «Шаторено») выброшено на ветер, а их экипажи служат без всякой пользы для родины. Пытаясь смягчить неудачу, командование флота привлекало крейсера к перевозкам войск, хотя в этом плане «Шаторено» имевший более просторные помещения, обладал явным преимуществом. На нём оборудовали превосходные адмиральские каюты и салоны. Выдвигалось даже предложение использовать неудачный рейдер а качестве своеобразной яхты для высокопоставленных лиц, включая президента Франции. Однако на практике «Шаторено» использовался для перевозки солдат, главным образом, во время Первой мировой войны.